# Трудовик (Херсонская область)
Трудовик (укр. Трудовик) — село в Верхнерогачикской поселковой общине Каховского района Херсонской области Украины. Находится на левом берегу реки Рогачик.
Население по переписи 2001 года составляло 30 человек. Почтовый индекс — 74404. Телефонный код — 5545. Код КОАТУУ — 6521555104.

## Местный совет
74400, Херсонская обл., Верхнерогачикский р-н, пгт Верхний Рогачик, ул. Юбилейная, 52